# Liên Trì dục nguyệt
Liên trì dục nguyệt là một ao sen và là một trong mười hai danh lam thắng cảnh xưa của tỉnh Quảng Ngãi, hiện nằm tại thôn Mỹ Thuận, xã Phổ Thuận, thị xã Đức Phổ. Ngày nay đầm sen đã bị thu nhỏ lại đáng kể, ít người còn nhớ đến thắng cảnh này.

## Tên gọi
Liên Trì có nghĩa là ao sen. Dục Nguyệt có nghĩa là đùa giỡn với trăng. Liên Trì Dục Nguyệt có nghĩa là Trăng đùa giỡn trong ao sen. Cũng có người dịch là "Ao sen đội nguyệt" và "Nguyệt tắm ao sen". Những ngày có trăng, đi ghe xuồng nhỏ trong ao sen, thấy trăng soi bóng, tạo nên một cảnh tượng nên thơ hữu tình.

## Vị trí
Liên Trì Dục Nguyệt xưa là một ao sen lớn thuộc thôn Mỹ Thuận, xã Phổ Thuận, huyện Đức Phổ. Từ Quốc lộ 1; phía ngoài cầu Trà Câu khoảng 1 km; đi về hướng Tây khoảng 1–2 km, phía bên này đường ray xe lửa, bên trái con đường chính là thắng cảnh Liên Trì Dục Nguyệt.
Hiện nay; diện tích Liên Trì Dục Nguyệt (ao sen này) đã bị thu hẹp lại rất nhiều để làm đất ruộng nên thắng cảnh Liên Trì Dục Nguyệt chỉ còn là một cái hồ nhỏ; thắng cảnh này cũng dần bị lãng quên không ai còn nhớ.

## Trong văn chương
Nhà thơ Phạm Thiên Thư có bài thơ sau về thắng cảnh này:
Trên nổi hồ mây, dưới đáy mây
Lá sen lam biếc nguyệt chan đầy
Sao khuya xuống đậu đôi viền lá
Vạc lạnh về đưa mấy võng cây
Lác đác đài hương vàng cánh đậm
Lơ thơ nhành liễu biếc tơ gầy
"Liên Trì Dục Nguyệt" trăng đưa lối
Một chiếc thuyền con rẽ khói vây.
Một bài thơ trong gia phả Nguyễn Mậu tại thôn Thanh Điền (hiện là thôn Thanh Bình) - Đức Phổ thuộc Quảng Ngãi có câu đối trả lời giữa học trò và Nguyễn Thân (Cha vợ Vua Tự Đức) như sau:
Ao sen Liên Chiểu vuông ngàn dặm.
Cột đồng Thạch Trụ vững muôn năm.